# Anne Serra
 (juin 2022).
Anne Serra est une actrice française.

## Biographie
En 2013, elle fait ses débuts au cinéma dans Parenthèse de Bernard Tanguy. Par la suite, elle fait des apparitions dans plusieurs fictions comme Antigang avec Jean Reno et Alban Lenoir, K.O. avec Laurent Lafitte et Brice 3  avec Jean Dujardin.
En 2019, elle décroche son premier rôle principal dans Le Lion, où elle interprète Louise, aux côtés de Philippe Katerine et de Dany Boon.
En 2020, elle joue dans le téléfilm Il était une fois à Monaco diffusé sur TF1,.

## Filmographie

### Cinéma

#### Longs métrages
- 2013 : Parenthèse de Bernard Tanguy : Alice
- 2014 : Antigang de Benjamin Rocher : Natalja[8]
- 2015 : Détour aux sources de Roda Fawaz et Cyril Gueï
- 2016 : Brice 3 de James Huth : Nicole la sole[9]
- 2017 : K.O. de Fabrice Gobert : Laetitia
- 2019 : Le Lion de Ludovic Colbeau Justin[10]
- 2020 : Balle perdue de Guillaume Pierret : Stella Novak
- 2022 : Balle perdue 2 de Guillaume Pierret : Stella Novak
- 2023 : Vaincre ou mourir de Vincent Mottez et Paul Mignot : Marie-Anne
- 2023 : L'affaire Vinča Curie de Dragan Bjelogrlić : Odette
- 2024 : 14 Jours pour aller mieux d'Édouard Pluvieux : Nadège
- 2024 : Joli Joli de Diastème : Anna
- 2025 : Balle perdue 3 de Guillaume Pierret : Stella Novak

#### Courts métrages
- 2003 : The Web de Tatiana Buelna et  Nicole Gil : la petite amie parfaite
- 2010 : Immaculée de  Gaspard Audouin : la fille en blanc
- 2011 : Teenager de  Alex Guéry : la petite amie
- 2011 : La paire de Luciana Cavalcanti : Keila
- 2013 : Les Nuances de la voix de Gérard Corbiaux : Elle[11]
- 2014 : Rats des champs de Baptiste Bail
- 2015 : Denis et les zombies de Vital Philippot : Mylène (Anne-Sophie Serra)
- 2017 : Love U Hiroshima de Jules-César Brechet : Hiroshima
- 2019 : J'aurais fait pareil de Astrid Karoual
- 2020 : Répétition de Gaspard Legendre : danseuse
- 2023 : Un job en or de Rayen Hediji : Clara

### Télévision
- 2011 : Le Sang de la vigne de Aruna Villiers, « Mission à Pessac » : Blandine
- 2012 : Very Bad Blagues - Palmashow
- 2013 : Camping Paradis , saison 5, épisode 3 (« Dancing Camping ») : Louise
- 2015 :  Forum - Pilote de Benjamin Busnel
- 2016 : Falco, de Vincent Jamain, épisode 29 (« Faux-Semblants »)
- 2017 : Les Innocents de Frédéric Berthe : Sophie Berger (5 épisodes)
- 2018 : Munch de Frédéric Berthe, Saison 2, épisodes 9 et 10 : capitaine Périn
- 2020 : Il était une fois à Monaco de Frédéric Forestier : Elena[12]
- 2021 : Meurtres à Blois d'Elsa Bennett et Hippolyte Dard : Julie Dorvéal
- 2025 : Anaon de David Hourrègue : Sarah Sendac

### Publicité
- 2017 : Old Spice - Steve Rogers[13],[14],[15]

### Web-séries
- 2016 à 2017 : Ma vie d'expat' en vrai [16]- Saisons 1 & 2 - de Shannon Renaudeau - (Co-écriture de la saison 2)